# Durmitor
Il Durmitor (in cirillico: Дурмитор) è un massiccio montuoso delle Alpi Dinariche, situato nella parte Nord-Ovest del Montenegro. 

## Descrizione
Il picco Bobotov Kuk, il più alto del gruppo, raggiunge i 2.522 m s.l.m. e rappresenta la seconda elevazione dell'intero Montenegro, superato di poco solo dalla cima Zla Kolata del gruppo montuoso Prokletije al confine con l'Albania. 
Il massiccio del Durmitor è inserito dal 1952 in un parco nazionale. L'area del Durmitor è fortemente caratterizzata da processi di erosione di natura carsica, glaciale e fluviale.

## Toponimo
Secondo alcuni il termine Durmitor deriverebbe dalle lingue romanze di area balcanica (si ipotizza la lingua morlacca o comunque un dialetto valacco o romeno) con il significato di dormitorio, probabilmente inteso come area di riposo per i pastori. 
Ci sono in effetti montagne che presentano nomi simili nei Balcani occidentali, come Visitor (visător > "sognante") e Cipitor (aţipitor > "dormiente"). Secondo altri invece deriverebbe dalla antica parola preindoeuropea DUR, di larga diffusione sud europea, che significa acqua, e dal suffisso MITOR, ad indicare con molta probabilità il Dio Mitra, i cui Mitrei sono diffusissimi in zona, ed in particolare nell'ampio Katun, conca pascoliva ai piedi del monte cui sopra si fa cenno.

## Il Parco nazionale
Il Parco nazionale del Durmitor è stato istituito nel 1952 e include il massiccio del Durmitor, i canyon dei fiumi Tara, Sušica e Draga e la parte più elevata della valle creata dal fiume Komarnica, estendendosi per 390 km².
Nel 1977 l'area e la gola percorsa del fiume Tara sono state inserite nelle aree di riserva biologica dell'UNESCO, mentre nel 1980 il Durmitor e il fiume Tara sono stati inclusi nella lista dei Patrimoni dell'Umanità dell'UNESCO.
Il canyon percorso dal fiume Tara è lungo 80 km e profondo 1.300 m ed è il maggiore dell'Europa, posizionandosi secondo nel mondo dopo quello del Grand Canyon nel Colorado (USA).
L'area del massiccio del Durmitor conta ben 18 laghi glaciali, essendo quest'area un tempo ricoperta da ampi ghiacciai. Il maggiore e sicuramente più noto è il "lago nero" (Crno jezero) situato ad un'altitudine di 1450 m s.l.m., alle pendici del Vrh Međed ("Picco dell'Orso").
I diversi laghi della zona del Durmitor vengono definiti "occhi della montagna" (Gorske oči) e sono connessi fra loro da numerosi sentieri; oltre al Crno jezero, i principali sono: Zmijinje, Barno, Riblje, Vrazje, Modro.
Tutelata dall'UNESCO è anche la foresta di Crna Poda, un'importante foresta, l'unica vergine in Europa, di pini neri (Pinus nigra), con piante e tronchi alti più di 50 metri e resistenti a lungo nel tempo.
Alle bellezze naturali della zona va aggiunta la recente scoperta di un ciclo di geoglifi del mesolitico, raffiguranti una scena di caccia al cervo e di vita quotidiana di cacciatori del mesolitico, consistenti in una serie di tre animali simbolico totemici, una base in pietre di un edificio paleo illirico ed un mitreo, il tutto disegnato sul terreno di un Katun, a 1750 metri, in località Lokvice, sulla via di salita alla cima del monte, e realizzato con milioni di pietre reperite in loco, di grandiose dimensioni, e ben visibile dal satellite.

## Turismo
Il massiccio del Durmitor è il centro del turismo montano montenegrino. La cittadina di Žabljak, alle pendici del monte e situata ad una altezza di 1465 m s.l.m. È una delle principali stazioni turistiche invernali dei Balcani occidentali.
In inverno le principali attività praticate sul Monte Durmitor sono lo sci e lo snowboard. In estate possono invece essere praticati l'alpinismo, l'escursionismo, il parapendio, il ciclismo, nonché il rafting lungo le ampie gole dei fiumi che scendono dal massiccio.